# Kabinett Voigt (Sachsen-Weimar-Eisenach)
Das Kabinett Voigt (Staatsministerium) bildete von 1815 bis 1819 die von Großherzog Carl August eingesetzte Landesregierung des Großherzogtums Sachsen-Weimar-Eisenach.
Als Teil der Reformbestrebungen Carl Augusts wurde das Staatsministerium 1815 als oberste Landesbehörde neu gegründet und dem Land als einem der ersten 1816 eine landständische Verfassung gegeben, die u. a. seinen Untertanen Pressefreiheit und das Recht der freien Meinungsäußerung gewährte. Dadurch wurde es zu einer konstitutionellen Monarchie.
| Amt | Name                                  |
| Präsident des Staatsministeriums Deutsche und Bundesangelegenheiten | Christian Gottlob von Voigt           |
| Erstes Departement (Justiz-, Lehns- und Hoheitssachen, Landesverwaltung-, Polizei-, Landschaftliche und Steuer-Geschäfte (bis 1818), Militär-, Ökonomie- und Bewaffnungsangelegenheiten, ab 1818 Schul- und Kirchenwesen) | Karl Wilhelm von Fritsch              |
| Zweites Departement (Kammer- und Domänensachen, Schul- und Kirchenwesen (bis 1818), ab 1818 Landschaftliche und Steuer-Geschäfte)                                                                                         | Ernst Christian August von Gersdorff  |
| Drittes Departement (Auswärtige Angelegenheiten und Hofsachen) | Albert Cajetan von Edling             |
| Mitglied | Christian Wilhelm Schweitzer, ab 1818 |